# Xian JH-7
Le Xian JH-7 (Hanyu pinyin: Jian Hong-7; Code OTAN: Flounder) ou FBC-1 (Fighter/Bomber China-1) Flying Leopard, est un avion d'attaque au sol biplace et biréacteur construit par Xi'an Aircraft Industrial Corporation et AVIC I. Il est en service depuis le milieu des années 1990 au sein de la force aérienne de l'armée populaire de libération et l'aéronautique navale de la marine de l’armée populaire de libération
.

## Historique
Le prototype a volé avec des Rolls-Royce Spey Mk.202 importés. Les avions de série utilisent une copie sous licence, le WS-9 Qinling.
Il peut larguer des mines marines aéroportées.

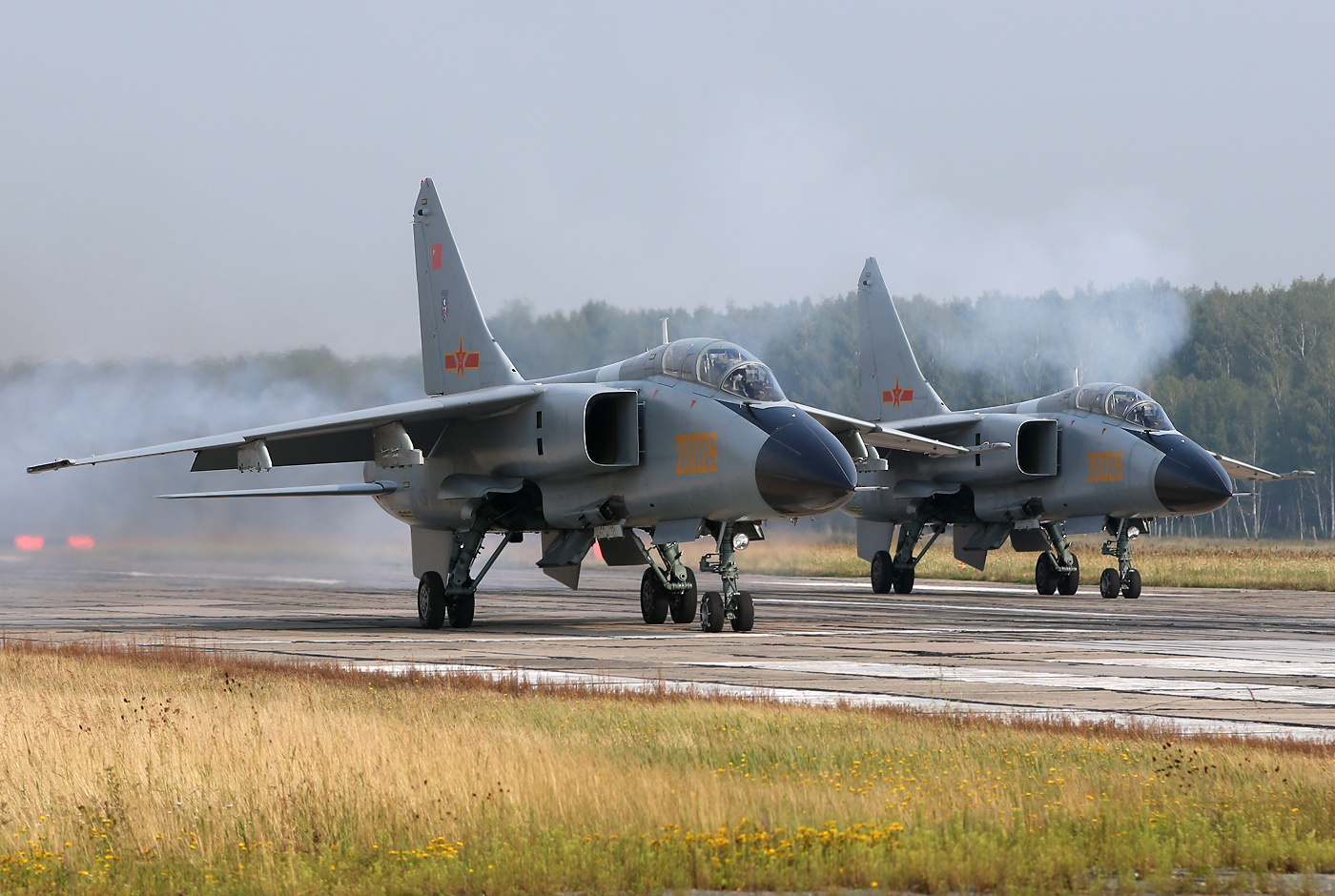
Sur la Base aérienne de Chagol.

## Accidents
Il y aurait eu un minimum de 12 fracassements de JH-7 et JH-7A entre 1988 et mars 2019 entrainant la mort d'au moins 17 pilotes
- Le 26 juillet 2009, dans le cadre de l'exercice sino-russe « Mission de Paix », un JH-7 est perdu. Les 2 pilotes meurent dans l'accident[5].
- Le 12 mars 2019, un JH-7 du 27e régiment de la force d’aviation de la marine chinoise de la base aérienne de Ledong percute un château d'eau en évitant une école probablement après une panne en phase d’atterrissage, les deux pilotes sont décédés[4].